# Tegera
Tegera® es una variedad cultivar de ciruelo (Prunus domestica), de las denominadas ciruelas europeas, es marca registrada®.
Una variedad de ciruela criada en Alemania por Walter Hartmann en la Universidad de Hohenheim situada en Stuttgart, en 1981, mediante el cruce de las variedades 'Ortenauer' x 'Ruth Gerstetter'.
Las frutas tienen una talla de tamaño medio a grande de forma ovoidea, piel rojo púrpura a violeta, recubierta de abundante pruina, fina, blanquecina; sutura con línea visible, de color algo más oscuro que el fruto, y una pulpa color amarillo verdoso, es dulce con sólo una sutil nota ácida y tiene un sabor muy agradable.

## Sinonimia
- "'Tegera' -S- CAC",

## Historia
'Tegera'® variedad de ciruela incluida en el grupo de las Reinas Claudias, obtenida por Walter Hartmann por el cruce de las variedades 'Ortenauer' como "Parental Madre" x fecundada por el polen de la variedad 'Ruth Gerstetter' como "Parental Padre", en la Universidad de Hohenheim situada en Stuttgart, en 1981. Fue registrada comercialmente en el año 2005.

## Características
'Tegera'® árbol de porte de crecimiento suelto, ancho y medio fuerte. Crece mejor en un lugar cálido y soleado, idealmente protegido del viento, sus exigencias al suelo del jardín son modestas: debe ser rico en nutrientes, húmico y húmedo y no propenso a encharcarse. Flor blanca, auto polinizable, que tiene un tiempo de floración que comienza a partir del 15 de abril con el 10% de floración, para el 19 de abril tiene una floración completa (80%), y para el 1 de mayo tiene un 90% de caída de pétalos.
'Tegera'® tiene una talla de tamaño medio a grande de forma ovoidea ligeramente asimétrica, con peso promedio de 58 g;epidermis tiene una piel rojo púrpura a violeta, recubierta de abundante pruina, fina, blanquecina; sutura con línea visible, de color algo más oscuro que el fruto. Situada en una depresión muy suave, algo más acentuada junto a cavidad peduncular; pedúnculo de longitud mediano, fuerte, leñoso, con escudete muy marcado, muy pubescente, con la cavidad del pedúnculo estrecha, poco profunda, rebajada en la sutura y más levemente en el lado opuesto; pulpa de color amarillo verdoso, es dulce con sólo una sutil nota ácida y tiene un sabor muy agradable.
Hueso de fácil deshuesado, grande, alargado, muy asimétrico, con el surco dorsal muy ancho y profundo, los laterales más superficiales, zona ventral poco sobresaliente, superficie rugosa.
Su tiempo de recogida de cosecha se inicia de finales de julio a principios de agosto.

## Usos
Se usa comúnmente como postre fresco de mesa buena ciruela de postre de fines de verano. Además ya que la piel blanquecina y perfumada se puede quitar fácilmente se puede procesar por ejemplo en mosto, o compota.

## Cultivo
Variedad cultivada principalmente en Alemania, y República Checa.

## Características y precauciones
Resistente al Virus de la Sharka. La resistencia de 'Tegera' a la sharka es el resultado de la hipersensibilidad de la cepa al virus. El tejido del árbol muere alrededor del sitio infectado, lo que detiene el avance del patógeno. Por lo tanto, 'Tegera' solo se puede criar en portainjertos libres de Sharka, si se injerta en un portainjertos infestado, el vástago no crecería debido a la reacción de rechazo.